# Палавандов, Селим
Селим Палавандов (тур. Selim Palavan; 19 мая 1909, Грузия — 24 декабря 1995, Турция) — советский и турецкий шахматист, тренер.

## Биография
Родился в семье турок-месхетинцев Хайдара Палавана и Эдибе. К началу Первой мировой войны вместе с родителями переехал в Одессу. Окончил немецкую школу, затем техническое училище и Одесский политехнический институт. Научился играть на пианино, а во время «шахматной горячки» (московского турнира) заинтересовался шахматами, проштудировал учебник Х. Р. Капабланки и к 1928 году достиг I категории.
Неоднократный участник городских чемпионатов и чемпионата Украинской ССР 1935 года (8½ очков из 17, +4-4=9, 9 место).
Работал тренером в Одесском дворце пионеров, среди учеников наиболее известны С. Слободяник и Е. П. Геллер. Составлял шахматные этюды. В сеансе одновременной игры сыграл вничью партию с М. Эйве, который через год стал чемпионом мира.
В ноябре 1934 году поступил в аспирантуру Одесского института инженеров водного транспорта, с 1938 года по совместительству читал лекции по предмету «Корабельные дизельные двигатели». В 1940 году стал кандидатом технических наук и получил учёное звание доцента. После оккупации Одессы вёл занятия по предмету «Двигатели внутреннего сгорания» на учреждённом во время Второй мировой войны политехническом факультете университета. Институт вскоре был эвакуирован в Самарканд, но Палавандов остался в Одессе.
Был женат на еврейке Мерьем, у них родилась дочь Гюльнар. Спасаясь от Холокоста (по причине национальности жены), вся семья вместе с отцом Хайдаром и матерью Эдибе в 1943 году эмигрировала в Будапешт, а затем в Стамбул. Стал работать в Стамбульском техническом университете сначала преподавателем, затем деканом и получил должность профессора. После государственного переворота 1960 года был отстранён от работы в университете. Впоследствии его просили вернуться, но он долгое время отказывался от должности и был в числе последних, кто заново приступил к работе в университете. Затем трудился в Государственной инженерной и архитектурной академии Эскишехира и концернах MAN, Büssing, Bowers & Wilkins.
Продолжал играть в шахматы, четыре раза подряд (в 1943—1946 годах) выигрывал чемпионаты Стамбула. Продолжил и тренерскую деятельность, его учениками были председатель шахматной федерации Турции, глава Стамбульского шахматного клуба, управляющий Центром развития шахмат.

## Публикации
Написал учебники «Корабельные дизельные двигатели» (1962), «Механические вибрации» (1971), совместные монографии и учебники с коллегами из Германии. Свободно владел турецким, немецким, русским и французским и другими языками, осуществлял технические переводы в общей сложности с 12 языков. Составил шахматные учебники «Современные шахматы» (1943), «Шахматы» (1989), «Пешечные окончания в шахматах» (совместно с Х. Сертач Далкыраном, 1991), «Шахматные комбинации и расчёт вариантов» (совместно с Х. Сертач Далкыраном, 1991), «Чемпионат мира по шахматам» (совместно с А. Джемалеттином Талумом, 1991), «Ладейные окончания» (1992), «Моя шахматная книга» (2002).